# Museo de Ciencias Naturales de Granollers
El Museo de Ciencias Naturales de Granollers es un museo de historia natural situado en Granollers, en la comarca del Vallés Oriental (Cataluña, España). Tiene por ámbitos temáticos la paleontología, la geología, la botánica, la meteorología y, especialmente, la zoología. Tiene su origen en la creación, en 1982, del Área de Ciencias Naturales del Museo de Granollers y obtuvo entidad propia en 1987 con la inauguración de la sede del edificio de La Tela (casa Pius Anfres Martí), una torremodernista  construida en 1912 por el arquitecto J. Batlle i Anfres , con dos pisos y buhardilla y rodeada por un jardín integrado en el conjunto del Museo, convirtiéndose en una pequeña muestra de comunidades vegetales de la comarca, acompañadas por algunas de las rocas más comunes y algunos animales vivos.
Desde 2012 el museo ocupa dos edificios, el ya citado edificio de La Tela, y un nuevo edificio construido detrás de éste.
El Museo tiene una biblioteca con más de 8.000 ejemplares y es también la sede del Centro de Documentación del parque natural del Montseny (sección ciencias naturales) y del Plan de Seguimiento de Ropalóceros de Cataluña. Gestiona asimismo la Estación Meteorológica de Granollers y el Centro de Educación Ambiental de Can Cabanyes.
El Museo de Ciencias Naturales de Granollers forma parte de la Red de Museos Locales de la Diputación de Barcelona.

## Colección

### Paleontología
El fondo de paleontología está compuesto principalmente por fósiles procedentes de la comarca del Vallés Oriental. Destaca el material procedente del yacimiento Triásico del Montseny (250 millones de años), con restos de laberintodontes y de diversos anfibios capitosaurios del género Paratosuchus sp. Hay también restos de vertebrados más modernos, como un fragmento de maxilar de mastodonte y de diferentes elefantes Paleoloxodon antiquus del Pleistoceno procedentes de Parets del Vallès, Granollers y Canyamars.

### Geología
La sección de geología está integrada principalmente por muestras procedentes de explotaciones mineras de Gualba, Matagalls y Vallcarca, en el Montseny. El jardín de La Tela cuenta también con una pequeña colección de grandes bloques de las rocas más características del Vallés Oriental.

### Botánica
Consta de material procedente básicamente de la comarca del Vallès, y destaca el herbario de líquenes.

### Zoología
Es la colección más extensa del Museo. En las colecciones entomológicas destacan la colección de mariposas de todo el mundo y la de escarabajos tropicales, y en las colecciones de vertebrados tiene especial interés la colección de mamíferos, representada especialmente por insectívoros y roedores de la península ibérica.

## Centro de Documentación del parque natural del Montseny (sección ciencias naturales)
La firma de un convenio entre la Diputación de Barcelona y el Ayuntamiento de Granollers en 1989 convirtió el Museo de Ciencias Naturales de Granollers en una de las sedes del Centro de Documentación del parque natural del Montseny, compartiendo su titularidad con el Museo Etnológico del Montseny, sede de la sección de humanidades. El museo se ha especializado en el apartado de las ciencias naturales y la gestión del espacio natural, y cuenta con un fondo de más de 2300 documentos entre libros, artículos, revistas, fotografías y dibujos.

## Plan de Seguimiento de Ropalóceros de Cataluña
El Plan de Seguimiento de Ropalóceros de Cataluña, más conocido por el nombre de Catalan Butterfly Monitoring Scheme, es un proyecto de seguimiento de las poblaciones de mariposas que tiene por objeto conocer con precisión los cambios de abundancia de las mariposas a partir de la repetición semanal de censos visuales, a fin de relacionarlos posteriormente con distintos factores ambientales. El proyecto empezó en 1994 con once estaciones de muestreo situadas en el cuadrante noreste de Cataluña; en 2008 contaba ya con 70 estaciones en gran parte de la geografía catalana y las islas Baleares.

## Biblioteca del Museo de Ciencias Naturales de Granollers
Desde las últimas guías y manuales de campo hasta libros de ornitología del siglo XVI, pasando por los libros de referencia básica del estudio científico de la naturaleza, más de 8.000 volúmenes constituyen la base de la biblioteca especializada en el mundo natural del Museo de Ciencias Naturales de Granollers. La Biblioteca del Museo ofrece un variado catálogo de libros que tratan de las ciencias naturales desde diferentes puntos de vista, grupos taxonómicos, ámbitos geográficos y periodos históricos. Mamíferos (en especial pequeños mamíferos y murciélagos), insectos (con el acento marcado en las mariposas), reptiles, anfibios, una gran colección de libros de aves, botánica, árboles, jardinería, ecología, parques naturales, medio ambiente, parques zoológicos, geología, paleontología, etnología o historia de la ciencia son algunas de las temáticas que se pueden encontrar en la Biblioteca. 
La Biblioteca también tiene un blog en el que se van publicando historias relacionadas con los libros que custodia: http://www.museugranollersciencies.org/es/museu/biblioteca/

## Estación Meteorológica de Granollers
La Estación Meteorológica de Granollers funciona ininterrumpidamente desde su creación, en 1950, por parte del Museo de Granollers; la secuencia de datos meteorológicos de más de 40 años, que se conservan en el archivo del museo, ha permitido estudiar con profundidad el clima de Granollers. La estación está integrada en la red del Instituto Nacional de Meteorología del Ministerio de Medio Ambiente.

## Centro de Documentación Ambiental de Can Cabanyes

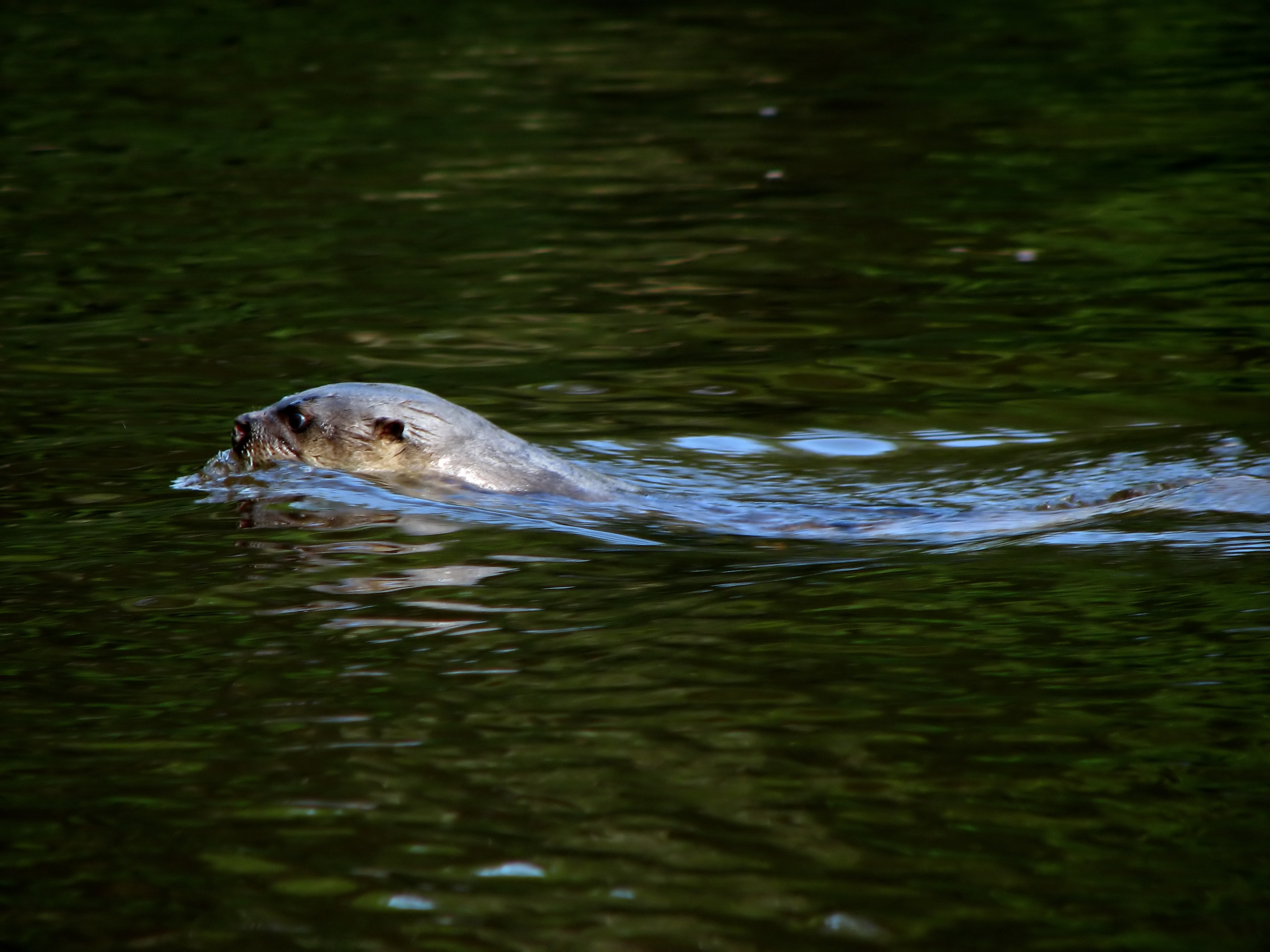
La nutria es una de las especies que se pueden encontrar en Can Cabanyes

El espacio natural de Can Cabanyes, con una superficie de 8 hectáreas, está situado al sur del municipio de Granollers, entre la carretera de Montmeló y la margen derecha del río Congost, y toma el nombre de la masía que existía en dichos terrenos. Los terrenos fueron cedidos como zona verde por el parque industrial de Can Gordi-Can Català y en ellos se han llevado a cabo actuaciones de mejora paisajística y de restauración ambiental, como la recuperación de las márgenes fluviales, la regeneración del bosque y la creación de una ciénaga artificial, que ha permitido aumentar la naturalización y la diversidad de ambientes de la ribera.
El Centro de Educación Ambiental de Can Cabanyes ofrece información, exposiciones y actividades educativas para escolares y grupos interesados en el patrimonio natural y es un laboratorio de campo donde realizar investigaciones científicas de ornitología y del tratamiento natural de las aguas residuales y los ecosistemas de ribera.